# 4исла
Числа, «4исла» (англ. Numb3rs; 2005⁣ — ⁣2010) — детективний телевізійний серіал, створений Ніколасом Фалаччі та Шеріл Г'ютон. Виконавчими продюсерами виступили брати Тоні Скотт та Рідлі Скотт.
18 травня 2010 року американська телерадіомережа CBS закрила серіал.

## Сюжет
Події відбуваються в Лос-Анджелесі. У центрі сюжету — агент ФБР Дон Еппс та його брат, геніальний математик Чарлі. Зазвичай серія починається зі злочину, який розслідує команда агентів ФБР під керівництвом Дона. Потім до справи підключається Чарлі, за допомогою новітніх математичних методів допомагає обчислити злочинця. Початок кожної серії супроводжується словами:

Щодня ми використовуємо числа, щоб прогнозувати погоду, визначати час, рахувати гроші… За допомогою математики ми можемо аналізувати злочини, виявляти закономірності, передбачати поведінку… Використовуючи числа, ми можемо вирішити найбільші загадки.

## У ролях
Головні герої серіалу: агенти ФБР, вчені вигаданого Каліфорнійського інституту (КалТех), та сім'я Еппсів.

### Головні дійові особи
- Чарлі Еппс (Девід Крамхолц) — математичний геній, професор КалТеху — вигаданого Каліфорнійського наукового інституту (California Institute of Science, CalSci), консультує ФБР, АНБ, має доступ до даних Центру контролю і профілактики захворювань США (CDC).
- Дон Еппс (Роб Морроу) — провідний агент відділу розслідувань насильницьких злочинів ФБР, старший брат Чарлі, керівник групи. Хороший лідер та стратег. Для розслідування складних випадків залучає молодшого брата до справи.
- Ларрі Флейнхард (Пітер Макнікол) — фізик-теоретик та космолог, колишній викладач Чарлі, а нині — його найкращий друг, що допомагає консультувати ФБР. Схильний до метафізичних роздумів та космічних метафор.
- Алан Еппс (Джадд Гірш) — батько Дона і Чарлі, вдівець, живе у старому двоповерховому будинку, мебльованому в стилі руху мистецтв та ремесел Вікторіанської епохи. Колишній містобудівельник. Архітектор за освітою.
- Аміта Раманаджан (Наві Рават) — аспірантка-математик Калтеху, згодом — викладач, спеціаліст з комбінаторики, консультант ФБР. Персонаж названий на честь індійського математика Срініваса Рамануджана).
- Меган Рівз (Дайан Фарр) — співробітниця ФБР, психолог, спеціаліст з поведінкового аналізу. Має романтичні стосунки з Ларрі Флейнхардом. Покинула службу в ФБР, щоб консультувати ув'язнених жінок та закінчити докторську роботу з психології.
- Девід Сінклер (Алімі Беллард) — агент ФБР.
- Колбі Грейнджер (Ділан Бруно) — агент ФБР, що брав участь у війні в Ірані. Подвійний агент.

### Другорядні герої
- Ліз Ворнер (Ая Суміка) — агент ФБР, раніше працювала у відділі з контролю за наркоторгівлею. У Квантіко, Вірджинія, вивчала тактичну підготовку під керівництвом Дона Еппса.
- (Ян) Аєн Еджертон (Лу Даймонд Філіпс) — агент ФБР, снайпер, слідопит.
- Ніккі Бетенкорт (Софіна Браун) — агент ФБР, має юридичний ступінь[2]. Чотири роки працювала в поліції Лос-Анджелеса.
- Террі Лейк (Сабріна Ллойд) — агент ФБР, розлучена. Під час навчання в Академії ФБР зустрічалась з Доном Еппсом. Пішла в кінці першого сезону.
- Робін Брукс (Мішель Нолден) — прокурор, мала короткий роман з Доном Еппсом на початку серіалу та у кінці 4 сезону.
- Рой Макгілл (Джош Ґад)
- Емерсон Лейдлев (Ештон Голмс)

Частина другорядних персонажів названі на честь відомих математиків.
- Грейс Ферраро (Мірей Інос)
- Еріка Квімбі (Глорія Рубен)

## Ідея серіалу
Ідея серіалу з'явилася у Фалаччі та Хьютон наприкінці 1990-х, коли вони відвідали лекції інженера, телеведучого та наукового популяризатора Вільяма Ная.
Спершу, місцем розгортання подій мав бути Массачусетський технологічний інститут, але потім його змінили на вигаданий Каліфорнійський науковий інститут. Сцени, що відбуваються в інституті, знімалися в Каліфорнійському технологічному інституті (КалТех) та Університеті Південної Каліфорнії. Консультант серіалу — співробітник Калтеху Гері Лорден.

## Телепоказ
Першу серію, показану в США 23 січня 2005 року, подивилися 25 мільйонів глядачів. Всього вийшло шість сезонів.
| Сезон | Час показу     | Початок         | Кінець          | Епізоди | Телесезон | Ранг | Глядачів (млн) |
| ----- | -------------- | --------------- | --------------- | ------- | --------- | ---- | -------------- |
| 1     | п'ятниця 22:00 | 23 січня 2005   | 13 травня 2005  | 13      | 2004-2005 | #36  | 10,77          |
| 2     | п'ятниця 22:00 | 23 вересня 2005 | 19 травня 2006  | 24      | 2005-2006 | #32  | 11,62          |
| 3     | п'ятниця 22:00 | 22 вересня 2006 | 18 травня 2007  | 24      | 2006-2007 | #38  | 10,5           |
| 4     | п'ятниця 22:00 | 28 вересня 2007 | 16 травня 2008  | 18      | 2007-2008 | #55  | 9,14           |
| 5     | п'ятниця 22:00 | 3 жовтня 2008   | 15 травня 2009  | 23      | 2008-2009 | #37  | 10,29          |
| 6     | п'ятниця 22:00 | 25 вересня 2009 | 12 березня 2010 | 16      | 2009-2010 | #46  | 8,45           |

В Україні серіал транслювався на телеканалі «ТВі».

## Суспільний резонанс
Популярність серіалу привернула увагу наукового співтовариства США. 2006 року відбувся симпозіум Асоціації сприяння розвитку науки, присвячений серіалу. Американська Національна рада викладачів математики спільно з компанією Texas Instruments розробила освітню програму для школярів «Ми використовуємо математику кожний день», засновану на сюжетах серіалу.

## Премії та номінації
Творці серіалу Ніколас Фалаччі та Шеріл Хьютон були нагороджені премією Карла Сагана, яка вручається дослідникам, викладачам та популяризаторам науки (2006), і премією Національного наукового фонду США (2007). Постановник трюків Джим Вікерс номінувався на премію Еммі 2006 року за 14 серію другого сезону.

## Цікаво знати
- В пілотному епізоді роль Дона Еппса виконував Гебріел Махт[11].
- 53 % респондентів назвали персонажа Донна Еппса найсексуальнішим агентом ФБР у телесеріалах[12].